# Port Hueneme, Kalifornien
Port Hueneme är en stad (city) i Ventura County, i delstaten Kalifornien, USA. Enligt United States Census Bureau har staden en folkmängd på 21 939 invånare (2011) och en landarea på 11,5 km².
I staden finns den del av Naval Base Ventura County som inhyser västkustens Seabees.